# バレ・リーウー症候群
バレー・リーウー症候群（ - しょうこうぐん、Barré-Liéou syndrome）とは、頸部の損傷にともなって発生する一連の自律神経症状をいう。
頭痛、めまい、耳鳴り、視力障害、顔面や上肢の感覚異常などの不定愁訴が主体である。
原因については諸説あり、頸部交感神経緊張亢進を原因とする説、椎骨動脈の循環障害を原因とする説、頸部軟部組織の緊張亢進を原因とする説などがある。
むちうち損傷の結果、バレー・リーウー症候群みられることがある。